# Ophiogomphus susbehcha
Ophiogomphus susbehcha – gatunek ważki z rodziny gadziogłówkowatych (Gomphidae). Występuje na terenie Ameryki Północnej.